# Крупп, Берта
Берта Крупп (нем. Bertha Krupp von Bohlen und Halbach; 29 марта 1886, Эссен, Пруссия — 21 сентября 1957, Эссен, Северный Рейн-Вестфалия) — член семьи немецких промышленников Круппов, владелица фирмы Friedrich Krupp AG Hoesch-Krupp (1902—1943).

## Биография
Берта была старшей дочерью немецкого промышленника Фридриха Круппа и его жены Маргариты, урождённой баронессы фон Энде. В 1902 году после смерти отца, Берта унаследовала почти все акции фирмы Круппов, однако до её совершеннолетия фирмой руководила мать. Поскольку в те времена управления женщиной фирмы считалось недопустимым, в 1906 году император Вильгельм II познакомил Берту с прусским дипломатом Густавом фон Боленом унд Гальбахом. Густав и Берта поженились в том же году. Согласно императорскому указу, они объединили фамилии, и теперь владелец фирмы должен был носить фамилию Крупп. После брака фирмой стал управлять Густав Крупп.
В 1934 году она отказалась принять в гостях «грубого выскочку» Адольфа Гитлера, когда тот впервые посетил Круппов, ссылаясь на мигрень. Когда в 1935 году на вилле Хюгель, семейном доме Круппов, впервые подняли нацистский флаг, Берта сказала слуге: «Спустись и посмотри, насколько низко мы пали.»
В 1941 году Густав Крупп перенёс инсульт и стал недееспособным, поэтому Берта посвятила всё своё время уходу за мужем, а управление фирмой взял на себя старший сын Альфрид.
Берта Крупп оставалась владельцем фирмы Круппов до 12 ноября 1943 года, когда Гитлер издал «Указ фюрера о семейном бизнесе фирмы Friedrich Krupp AG», согласно которому фирма перешла в единоличную собственность Альфрида, а остальные дети Берты и Зита фон Медингер, вдова погибшего в январе 1940 года третьего сына Клауса, отказывались от наследства.
После окончания Второй мировой войны Берта продолжала ухаживать за прикованным к постели мужем, а семейными делами руководил четвёртый сын Бертольд, поскольку Альфрид Крупп был осужден на Нюрнбергском процессе по делу Круппа к 12 годам лишения свободы (досрочно освобожден в 1951 году).

## Благотворительность
В 1912 году Берта и Густав Круппы за собственные средства открыли роддом в Эссене для сотрудниц фирмы Круппов, которые по определённым причинам не могли получить медицинскую помощь в других больницах. Толчком для открытия дома была смерть их трёхмесячного сына Арнольда из-за халатности медсестры.
В середине 1950-х годов Берта пожертвовала приходe Святого Франциска в Эссене земельный участок для строительства церкви. Строительство начали в 1956 году. О пожертвовании напоминает надпись на камне у колокольни.

## Награды
- Крест оливковой горы — за пожертвование 10000 марок Иерусалимскому хоспису.

- Почётная гражданка города Эссена — лишена в 1946 году.